# 函館市交通局8100形電車
函館市交通局8100形電車（はこだてしこうつうきょく8100がたでんしゃ）は、2002年（平成14年）4月22日から運行を開始した函館市交通局（現在の函館市企業局交通部。函館市電）の路面電車車両である。

## 概要
1990年から1997年にかけて800形を車体更新した8000形の設計を基本とし、2002年に部分低床電車として車体更新を行い誕生した、日本初の車体更新による車椅子対応車両である。

## 車体構造
8000形とは異なり、8100形はバリアフリー化のため台車間の入口扉、車椅子スペース付近約3ｍがノンステップ化（軌道上高さ350mm）され、乗車口ステップの高さは40cmとなり、中扉には電動スロープが取付けられている。前後の高床部分とは2段のステップ（段差225ｍｍ）で結ばれている。また、主抵抗機及び補助電源は、ノンステップ化により機器搭載場所が限られるため、屋根上に新製の上で設置された。
車内には2台分の車椅子スペースが設けられている。車内には当初LED式の運賃表示器が設置されていたが、2011年時点で液晶ディスプレイ式に交換され、多言語での表示や観光案内を行うようになった。
部分低床でありながらホームとの段差をなくすほど低床化がなされたが、台車に関しては名鉄モ800形電車のような特殊な台車ではなく種車である800形から流用したものをそのまま使用しており、車内をスロープでつなぐ手法がとれなかった。そのため台車部分と低床部に大きな段差（俗に「ひな壇」とまで言われる）が生まれたことが問題となった。一般の乗客の移動に支障をきたし、段差部分での転倒が懸念されるなどの問題点がクローズアップされ、定員もベースとなった8000形よりも少なくなっている。

## 製造

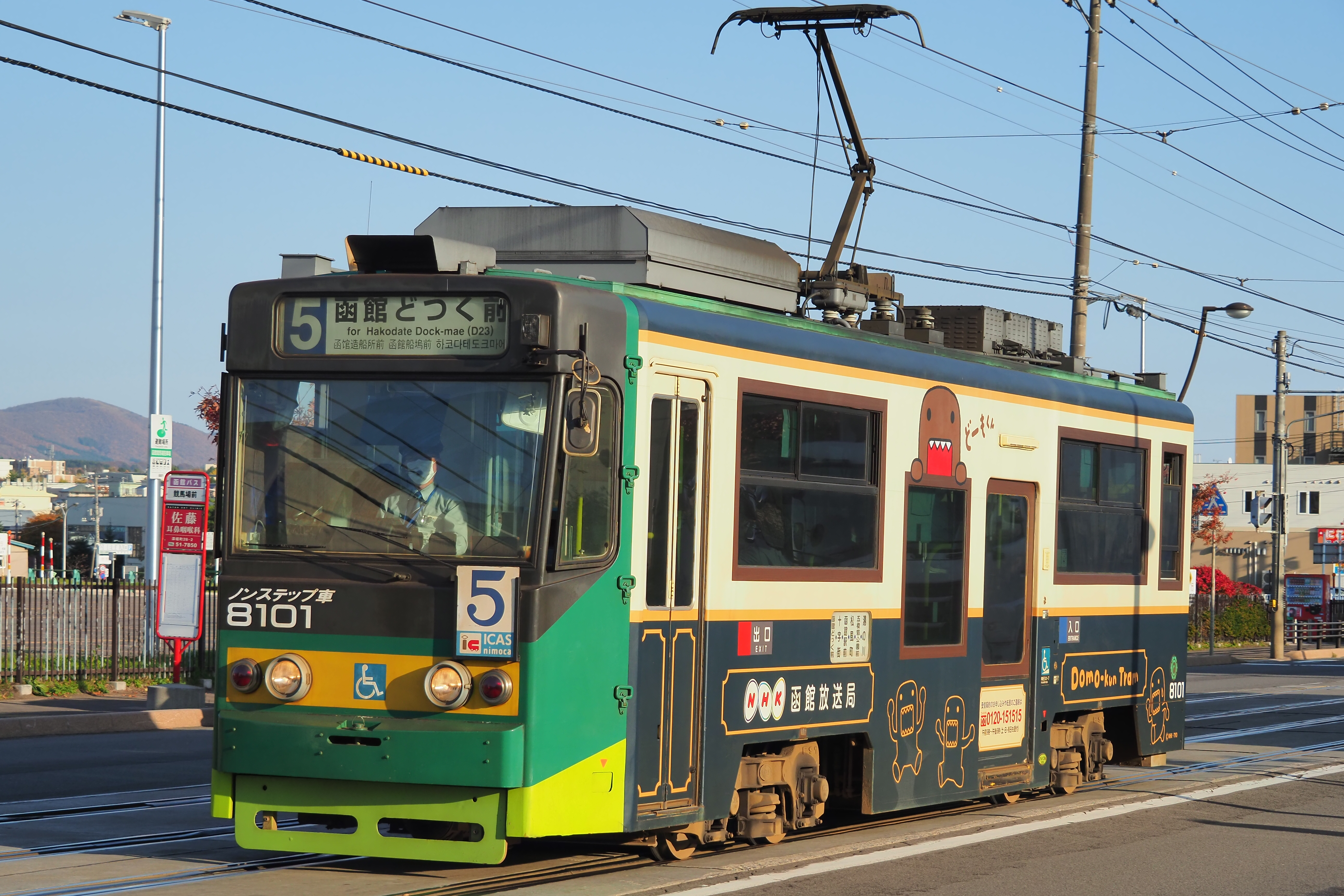
車体改修前の8101号

8101が2002年3月にアルナ車両で800形807の車体更新により製造され、2002年4月22日に営業運転を開始した。当初は合計4両が製造される予定であったが、2両目以降の製造は行われていない。

## 増備計画の中止とその後
一時は2005年以降に増備する計画が取りざたされていたが、8100形への車体更新は8101の1両のみの製作で終わっている。原因は前述のとおりである。しかし、この車両は函館市電のバリアフリー化のきっかけとなり、交通局は2006年度からアルナ車両のリトルダンサーC2型による新造超低床車9600形の導入を開始した。なお、以後の800形の車体更新は再び8000形によって行われることとなり、2012年から製造が再開されている。

### 車体改修・延命工事
2021年9月から8101の車体改修・延命工事が実施され、スタンションポール・低位置のつり革設置、車外行先表示器の多言語対応カラーLED化、電気配線・空気配管更新、車体鋼体修繕・防錆処理などが実施された。前照灯・尾灯は角形の灯具に交換され、屋根上の補助電源装置は一体ケーシングのない分割された形状となった。家庭用エアコンが搭載され、車内に室内機（パナソニックCS-GX361D）が、屋根上のパンタグラフと補助電源装置の間に室外機が設置された。

## 運用
低床電車が運行される時刻は固定されており、当形式または9600形が運行することとなっており、時刻表にも表示される。
2020年4月29日から翌2021年4月1日改正までの間は、新型コロナウイルス感染症の影響による利用減少に伴う特別ダイヤで運行していたため、低床電車の運行時刻は要問い合わせとされていた。
なお、運行開始当初は湯の川 - 谷地頭間を走行する2系統にのみ運用されていた。

## 塗装
オリジナル塗装は、環境と日にやさしい市電をイメージしたグリーンボディーである。
函館市電の多くの車両には、車体の全面広告が施されている。8101はかつて車両側面のみをラッピングする部分ラッピング広告の対象車両となっており、「日本放送協会 （NHK）函館放送局」などの広告が車体側面に施されていた。車体形状が特殊なことから、窓ガラス部分にも広告が施されることがあった。
車体改修を行った2022年からは全面広告車となり、「珈琲焙煎工房 函館美鈴」の開業90周年を記念した広告が全面に施されている。